# ヨセフ・スリヴァ
ヨセフ・スリヴァ（チェコ語: Josef Slíva、1898年11月25日 - 没年不明）は、チェコ、フリーデク＝ミーステク出身のフィギュアスケート選手（男子シングル）。
1924年シャモニーオリンピック・1928年サンモリッツオリンピックチェコスロバキア代表。

## 主な戦績
| 大会/年      | 1923-24 | 1924-25 | 1925-26 | 1927-28 | 1930-31 |
| ------------ | ------- | ------- | ------- | ------- | ------- |
| オリンピック | 4       |         |         | 5       |         |
| 世界選手権   |         | 5       | 5       |         | 12      |